# 토파시오
《토파시오》(스페인어: Topacio)는 1984년부터 1985년까지 방영된 베네수엘라의 텔레노벨라이다.